# Yordanis Arencibia
Yordanis Arencibia Verdecia (24 de janeiro de 1980) é um judoca cubano.
Nos Jogos Olímpicos de Verão de 2004, ele conquistou a medalha de bronze na categoria até 66 kg, junto com Georgi Georgiev da Bulgária. Ele repetiu a medalha de bronze nos Jogos Olímpicos de 2008, dessa vez ao lado de Pak Chol Min da Coreia do Norte.
Arencibia também conquistou medalhas de bronze nos Campeonatos Mundiais de Judô de 1999, 2001 e 2003 e a medalha de prata na edição de 2007, no Rio de Janeiro.